# Horst Stein (Basketballspieler)
Horst Stein ist ein ehemaliger deutscher Basketball-Nationalspieler. Er wurde mit dem USC Heidelberg sechs Mal deutscher Meister. 

## Laufbahn
Stein wechselte vom Heidelberger TV 1846 zum Stadtrivalen USC Heidelberg und gewann mit der Mannschaft 1956/57 den deutschen Meistertitel. 1958, 1959, 1960, 1961 und 1962 holte der gebürtige Heidelberger mit dem USC ebenfalls den Titel.
Für die bundesdeutsche Nationalmannschaft lief Stein unter anderem 1957 und 1961 in den Ausscheidungsrunden für die Europameisterschaften auf.
1962 verließ er den USC in Richtung KuSG Leimen. Von 1963 bis 1965 sowie von 1974 bis 1977 und in der Saison 1979/80 war Stein Trainer der Leimener Herrenmannschaft.
2009 wurde Stein mit der Ehrennadel des Deutschen Basketball Bundes in Silber ausgezeichnet.